# NIST (계량)
NIST는 기계 번역을 사용하여 번역된 글의 품질을 평가하는 방법이다. 그 이름은 미국 국립표준기술연구소(National Institute of Standards and Technology, NIST)에서 따왔다.
BLEU 방법을 기반으로 하지만 약간의 변경된 점들이 있다. BLEU가 단순히 각각에 동일한 가중치를 추가하여 n-그램의 정밀도를 계산하는 반면, NIST는 특정 n-그램이 얼마나 정보를 가지는지 계산한다. 즉 올바른 n-그램이 발견되었을 때, n-그램이 더 희귀할수록 더 많은 가중치가 부여된다.
예를 들어, bigram(2개의 연속적인 단어 나열)인 'on the'가 올바르게 일치하면, 다른 bigram 'interesting calculations'의 올바른 일치보다 더 낮은 가중치를 받게 된다. 이는 후자 쪽이 발생할 가능성이 적으므로 더 많은 가중치를 부여하는 것이다.
NIST는 짧은 글의 페널티 계산에서도 BLEU와 다르다. NIST는 번역된 글의 길이가 조금 변화해도 전체 점수에 큰 영향을 미치지 않는다.

## 같이 보기
- BLEU